# North Gardner Mountain
Der North Gardner Mountain ist ein Berg der North Cascades im US-Bundesstaat Washington. Der Berg liegt im Okanogan National Forest und bildet den höchsten Punkt des Okanogan County; er ist der dreiundzwanzigsthöchste Berg in Washington.